# Ninino
Ninino – wieś w Polsce położona w województwie wielkopolskim, w powiecie obornickim, w gminie Ryczywół.
W Nininie znajduje się stanowisko archeologiczne - wczesnośredniowieczne grodzisko. Jest trudno dostępne, leży w lesie daleko od zabudowań.
Wieś szlachecka położona była w 1580 roku w powiecie poznańskim województwa poznańskiego. W latach 1975–1998 miejscowość administracyjnie należała do województwa pilskiego.

## Historia

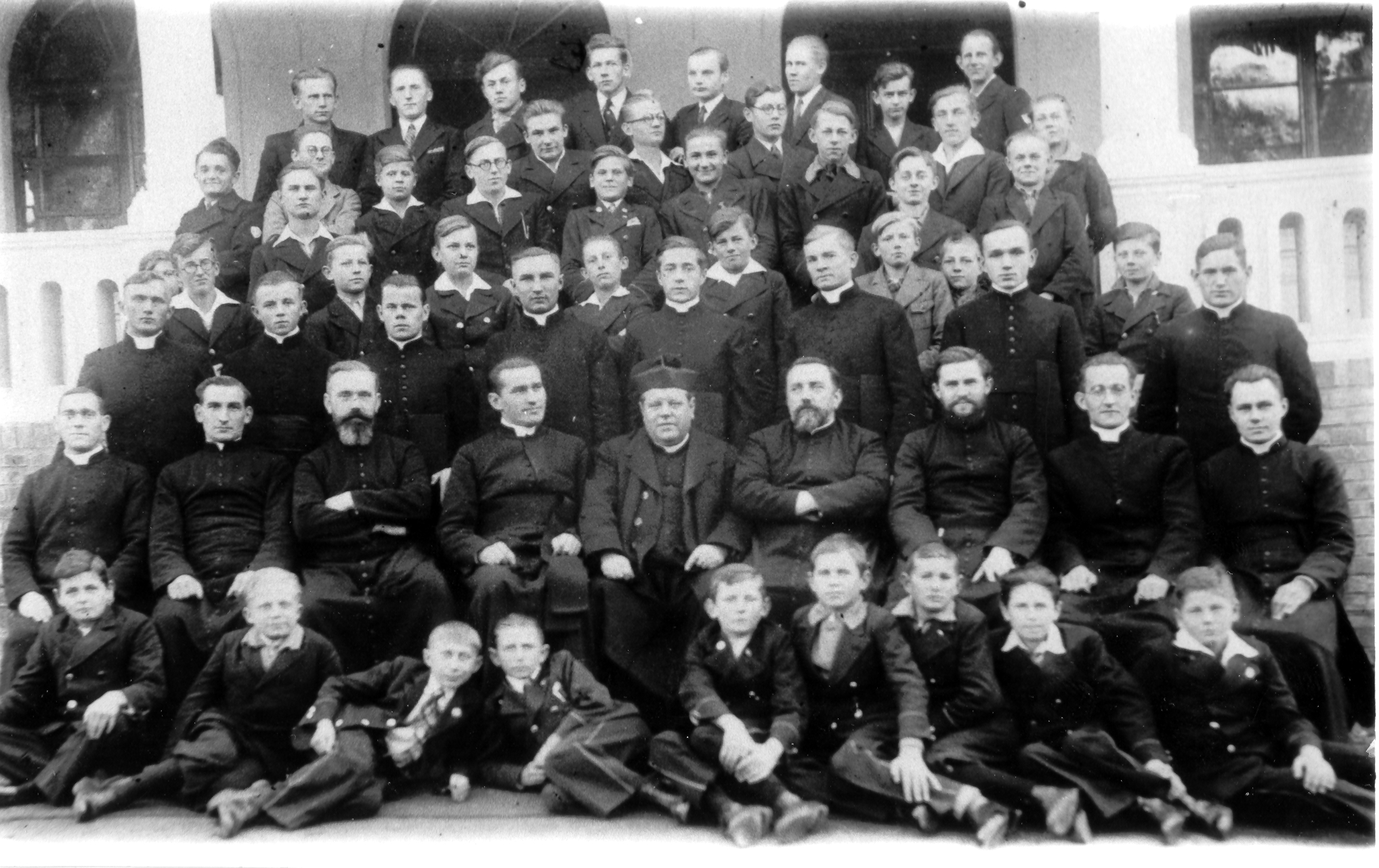
Obłóczyny w Seminarium w Nininie w 1936 roku

W połowie XIX wieku majątek należał do Faustyna Radońskiego, uczestnika powstań listopadowego z 1830 i poznańskiego z 1848 roku.
W 1912 roku właścicielką majątku była Jenny Wolfsohn z Berlina, od której kupiła majątek Komisja Kolonizacyjna.
W latach 1931–1939 na terenie wsi działało Małe Seminarium Misji Afrykańskich, które zostało skonfiskowane i przejęte przez władze państwowe w 1950 roku.